# 乌布里哈斯木
乌布里哈斯木（1925年—1989年）维吾尔族，新疆疏附人。中华人民共和国官员。

## 生平
乌布里哈斯木曾任国民党警官学校学员，乌鲁木齐警察局副督察长，三分局局长。1947年参加三区革命，历任伊犁军区革命政府公安处审判长、民族军参谋。1950年，乌布里哈斯木加入中国共产党。中华人民共和国成立后，曾任中共新疆维吾尔自治区党委书记办公室副主任。1981年12月22日，新疆维吾尔自治区政协四届十六次常委会议协商通过增补乌布里哈斯木等4人为本届政协委员。此后又任政协新疆维吾尔自治区第五届委员会委员、常委、副秘书长。
1989年，乌布里哈斯木逝世。